# Grand Prix WMRA 2011
Navigation
2010 2012
Le Grand Prix WMRA 2011 est la treizième édition du Grand Prix WMRA, compétition internationale de courses en montagne organisée par l'association mondiale de course en montagne.

## Règlement
Le barème de points est identique à l'année précédente, cependant le système de niveaux des courses est abandonné. Toutes les courses offrent les mêmes points. Le calcul est identique dans les catégories féminines et masculines. Le score final cumule les 4 meilleures performances de la saison. Pour être classé, un athlète doit participer à au moins deux épreuves.
| Classement                                | 1er | 2e  | 3e | 4e | 5e | 6e | 7e | 8e | 9e | 10e | 11e | 12e | 13e | 14e | 15e | 16e | 17e | 18e | 19e | 20e | 21e | 22e | 33e | 24e | 25e | 26e | 27e | 28e | 29e | 30e |
| ----------------------------------------- | --- | --- | -- | -- | -- | -- | -- | -- | -- | --- | --- | --- | --- | --- | --- | --- | --- | --- | --- | --- | --- | --- | --- | --- | --- | --- | --- | --- | --- | --- |
| Points pour les championnats et la finale | 120 | 102 | 90 | 84 | 78 | 72 | 66 | 60 | 54 | 48  | 42  | 37  | 32  | 29  | 26  | 23  | 21  | 19  | 17  | 15  | 13  | 11  | 9   | 8   | 7   | 6   | 5   | 4   | 3   | 2   |
| Points pour les autres courses            | 100 | 85  | 75 | 70 | 65 | 60 | 55 | 50 | 45 | 40  | 35  | 30  | 27  | 24  | 22  | 20  | 18  | 16  | 14  | 12  | 10  | 19  | 8   | 7   | 6   | 5   | 4   | 2   | 2   | 1   |

## Programme
Le calendrier se compose de six courses.
| Nom de la course                | Distance               | Dénivelé                              | Pays     | Date              |
| ------------------------------- | ---------------------- | ------------------------------------- | -------- | ----------------- |
| Course de relais d'Arco         | 7 km () / 5 km ()      | +/-430 m () / +/-320 m ()             | Italie   | 22 mai 2011       |
| Montée du Grand Ballon          | 13,2 km () / 9,0 km () | +1 160 m/-110 m () / +850 m/-110 m () | France   | 2 juin 2011       |
| Course de montagne du Grintovec | 5,9 km                 | +1 975 m                              | Slovénie | 24 juillet 2011   |
| Harakiri-Run                    | 10,4 km                | +1 170 m                              | Autriche | 31 juillet 2011   |
| Championnats du monde           | 13,5 km () / 8,8 km () | +/-750 m () / +/-500 m ()             | Albanie  | 11 septembre 2011 |
| Course de Šmarna Gora           | 10 km                  | +710 m/-340 m                         | Slovénie | 1er octobre 2011  |

## Résultats

### Hommes
La saison 2011 du Grand Prix WMRA débute avec les championnats d'Italie de course de relais en montagne. Cependant, c'est le classement individuel qui est pris en compte. Martin Dematteis est le plus rapide devant son frère Bernard. Le Suisse David Schneider s'impose à la montée du Grand Ballon devant les Français Georges Burrier et Julien Rancon. La course de montagne du Grintovec voit son parcours raccourci en raison de fortes pluies. Le Turc Ahmet Arslan s'y impose devant le Suisse Schneider. Le vainqueur 2009, Robert Krupička, complète le podium. Azerya Teklay s'impose à la course Harakiri-Run à Mayrhofen. Il devance Ahmet Arslan et Geoffrey Ndungu. Le jeune Ougandais Thomas Ayeko mène la course des championnats du monde à Tirana avant de craquer à moins d'un kilomètre de l'arrivée. C'est l'Américain Max King, plus habitué aux ultradistances, qui décroche le titre. Ahmet Arslan remporte la médaille d'argent et Martin Dematteis le bronze, juste devant son frère. Ahmet s'impose à la finale de Šmarna Gora devant le Suisse Schneider, qui se classent tous deux dans le même ordre au Grand Prix. Gabriele Abate complète le podium et se classe quatrième.
- Championnats et finale (120 points au vainqueur)

| Course                          | Vainqueur        | Deuxième          | Troisième        |
| ------------------------------- | ---------------- | ----------------- | ---------------- |
| Course de relais d'Arco         | Martin Dematteis | Bernard Dematteis | Ogubit Gebrengus |
| Montée du Grand Ballon          | David Schneider  | Georges Burrier   | Julien Rancon    |
| Course de montagne du Grintovec | Ahmet Arslan     | David Schneider   | Robert Krupička  |
| Harakiri-Run                    | Azerya Teklay    | Ahmet Arslan      | Geoffrey Ndungu  |
| Championnats du monde           | Max King         | Ahmet Arslan      | Martin Dematteis |
| Course de Šmarna Gora           | Ahmet Arslan     | David Schneider   | Gabriele Abate   |

### Femmes
La Slovène Lucija Krkoč bat le record individuel de la course de relais à Arco. Elle devance la Britannique Emma Clayton et la première Italienne, Alice Gaggi. La Suissesse Bernadette Meier-Brändle remporte la montée du Grand Ballon. Emma Clayton termine cinquième. Lucija Krkoč s'impose à domicile sur le parcours raccourci du Grintovec. Elle devance la Roumaine Denisa Dragomir et la Britannique Lauren Jeska. La course Harakiri-Run voit la victoire d'Antonella Confortola devant Lucija Krkoč. L'Américaine Kasie Enman remporte le titre de championne du monde à Tirana. La Tchèque Pavla Schorná termine au pied du podium. Lucija Krkoč remporte la finale de Šmarna Gora et remporte ainsi le Grand Prix. Le podium est complété par Antonella Confortola, qui se classe deuxième du Grand Prix, et Pavla Schorná.
- Championnats et finale (120 points au vainqueur)

| Course                          | Vainqueur                | Deuxième             | Troisième              |
| ------------------------------- | ------------------------ | -------------------- | ---------------------- |
| Course de relais d'Arco         | Lucija Krkoč             | Emma Clayton         | Alice Gaggi            |
| Montée du Grand Ballon          | Bernadette Meier-Brändle | Adélaïde Panthéon    | Angela Haldimann-Riedo |
| Course de montagne du Grintovec | Lucija Krkoč             | Denisa Dragomir      | Lauren Jeska           |
| Harakiri-Run                    | Antonella Confortola     | Lucija Krkoč         | Lisa Reisinger         |
| Championnats du monde           | Kasie Enman              | Elena Rukhliada      | Marie-Laure Dumergues  |
| Course de Šmarna Gora           | Lucija Krkoč             | Antonella Confortola | Pavla Schorná          |

## Classements
| Rang          | Nom               | Course 1 | Course 2 | Course 3 | Course 4 | Course 5 | Course 6 | Points |
| ------------- | ----------------- | -------- | -------- | -------- | -------- | -------- | -------- | ------ |
| Médaille d'or | Ahmet Arslan      |          |          | 100      | 85       | 102      | 120      | 407    |
| 2             | David Schneider   |          | 100      | 85       |          |          | 102      | 287    |
| 3             | Martin Dematteis  | 100      |          |          |          | 90       |          | 190    |
| 4             | Gabriele Abate    | 70       |          |          |          | 29       | 90       | 189    |
| 5             | Mitja Kosovelj    | 45       |          |          | 24       | 37       | 78       | 184    |
| 6             | Bernard Dematteis | 85       |          |          |          | 84       |          | 169    |

| Rang          | Nom                  | Course 1 | Course 2 | Course 3 | Course 4 | Course 5 | Course 6 | Points |
| ------------- | -------------------- | -------- | -------- | -------- | -------- | -------- | -------- | ------ |
| Médaille d'or | Lucija Krkoč         | 100      |          | 100      | 85       |          | 120      | 405    |
| 2             | Antonella Confortola | 65       |          |          | 100      | 60       | 102      | 327    |
| 3             | Emma Clayton         | 85       | 65       |          | 45       | 48       | 66       | 264    |
| 4             | Lauren Jeska         | 60       |          | 75       | 30       |          | 60       | 225    |
| 5             | Mateja Kosovelj      |          |          |          | 60       | 72       | 78       | 210    |
| 6             | Pavla Schorná        |          |          |          |          | 84       | 90       | 174    |